# 柯锦华
柯锦华（1951年7月—），女，汉族，湖北广水人，中国社会科学杂志社哲学编辑室主任。

## 生平
2008年，当选第十一届全国政协委员，代表中华全国妇女联合会，分入第二十组。
2016年8月，任国务院参事。